# Plantația Elephant Walk (film)
Plantația Elephant Walk este un film produs în anul 1954 în care au jucat Elizabeth Taylor, Dana Andrews, Peter Finch și Abraham Sofaer.

## Distribuție
- Elizabeth Taylor - Ruth Wiley
- Dana Andrews - Dick Carver
- Peter Finch - John Wiley, soțul lui Ruth
- Abraham Sofaer - Appuhamy
- Noel Drayton - Atkinson
- Abner Biberman - Doctor Pereira
- Rosalind Ivan - Mrs. Lakin
- Edward Ashley-Cooper - Gordon Gregory
- Barry Bernard - Strawson
- Philip Tonge - John Ralph
- Leo Britt - Chisholm
- Mylee Haulani - Rayna

## Legături externe
- Elephant Walk la Internet Movie Database
- Elephant Walk la Allmovie
- Elephant Walk la TCM Movie Database

1. ↑   http://www.imdb.com/title/tt0046951/, accesat în 19 mai 2016 Lipsește sau este vid: |title= (ajutor)
2. 1 2 3 4 5 6 7   http://www.imdb.com/title/tt0046951/fullcredits, accesat în 19 mai 2016 Lipsește sau este vid: |title= (ajutor)
3. 1 2 3 4  „Plantația Elephant Walk”, Internet Movie Database, accesat în 22 iulie 2022